# Doryopteris concolor
Doryopteris concolor är en kantbräkenväxtart som först beskrevs av Georg Heinrich von Langsdorff och Fisch., och fick sitt nu gällande namn av Oskar Kuhn. Doryopteris concolor ingår i släktet Doryopteris och familjen Pteridaceae.

## Underarter
Arten delas in i följande underarter:
- D. c. kirkii
- D. c. nicklesii